# Terra Encantada
Terra Encantada était un parc à thèmes ouvert le 16 janvier 1998 à la suite d'un accident il ferme le 20 juin 2010 et situé à Rio de Janeiro au Brésil. Il avait pour thème la culture brésilienne et ses origines avec des zones thématiques dédiées aux indigènes, à l'Afrique et à l'Europe.

## Les attractions

### Montagnes russes
| Nom de l'attraction | Type                       | Constructeur | Année d'ouverture |
| ------------------- | -------------------------- | ------------ | ----------------- |
| Monte Aurora        | Montagnes russes en métal  | Zamperla     | 1999              |
| Monte Makaya        | Montagnes russes en métal  | Intamin      | 1998              |
| Piuí                | Montagnes russes E-Powered | Zamperla     | 1998              |

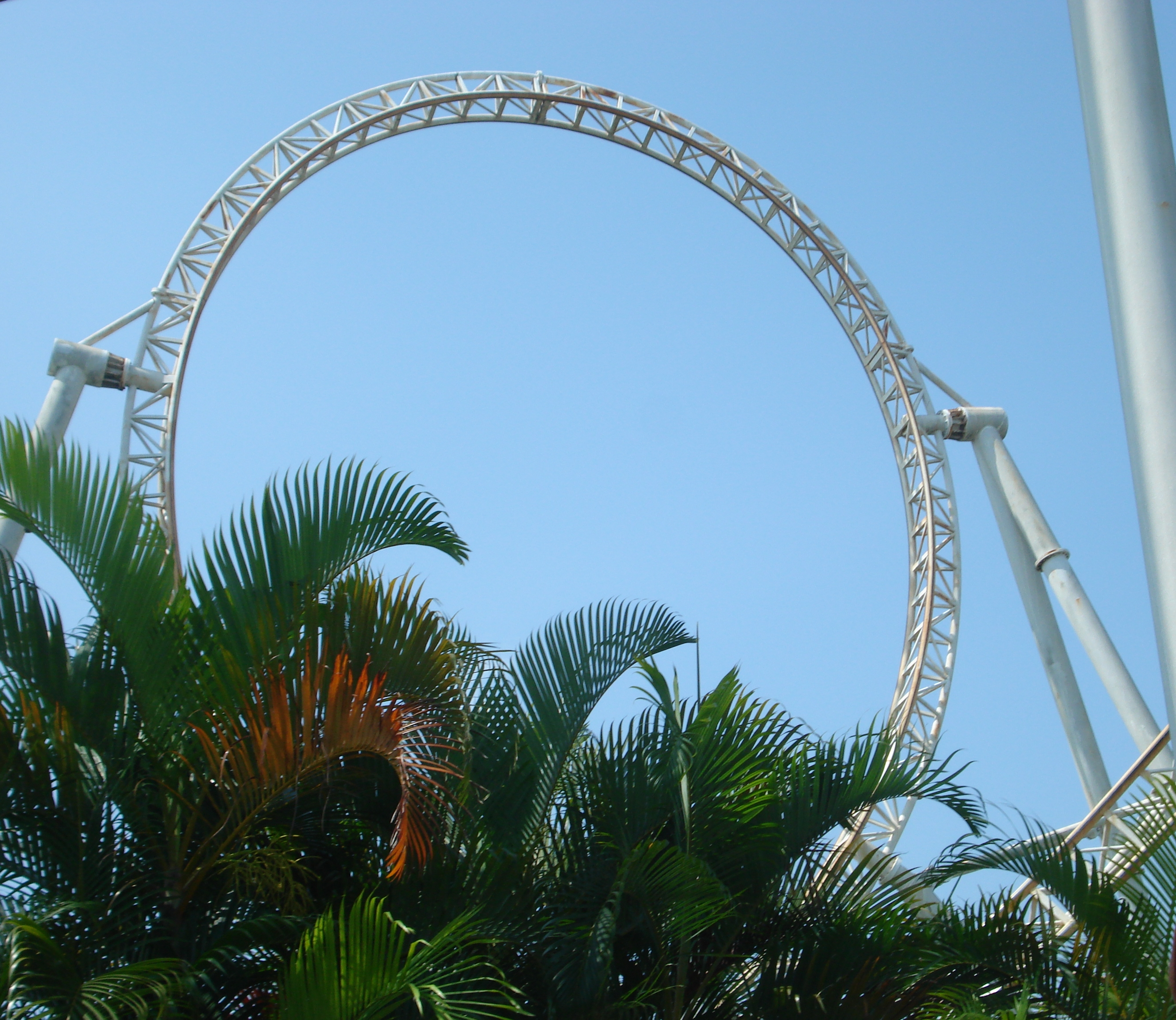
Monte Makaya

De 2001 à 2002, le parc proposait également les montagnes russes Happy Mountain.

### Autres attractions
- Portal das Trevas : Labyrinthe

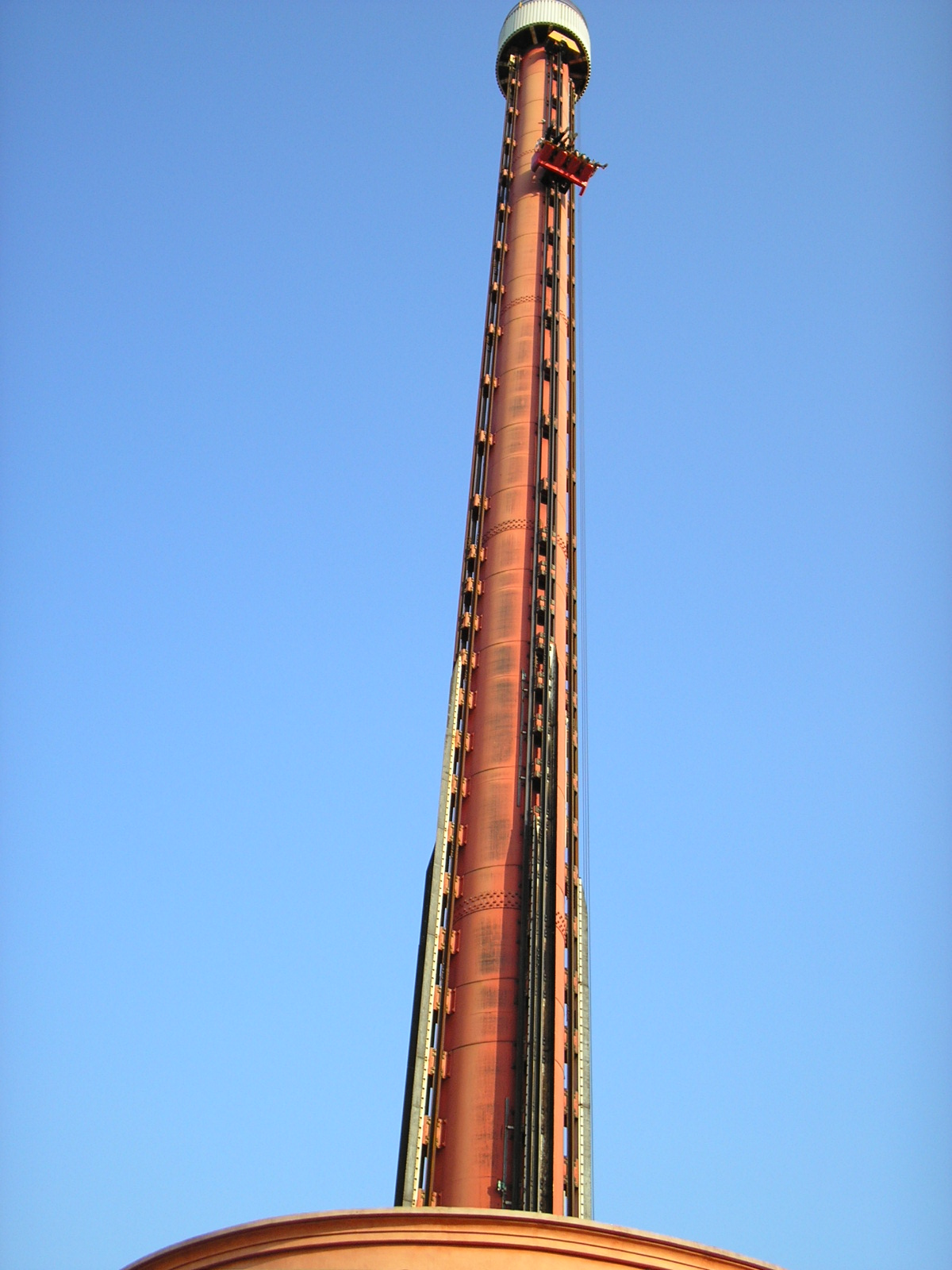
Cabhum

- Bambalão : Balloon Race de Zamperla
- Caravela : Bateau à bascule
- Carrosel : Carrousel
- Cahbum : Tour de chute
- Chega Mais : Music Express
- Cine 3D : Cinéma 3D
- Cine IMAX : Cinéma IMAX
- Corredeiras : Rivière rapide en bouées d'Intamin.
- Fórmula TE : Autos tamponneuses
- Kart : Karting
- Teco-Teco : Manège avion
- Terra do João do Mato : Aire de jeux pour enfants
- Tornado : Chaises volantes
- Trem Fantasma : Train fantôme
- Vitória-Régia : Tasses
- Zum-Zum : Manège dinosaure
- Palácio dos Espelhos : Palais des glaces